# Piotr Gamrat
Piotr Gamrat herbu Sulima (ur. 1487 w Samoklęskach koło Jasła, zm. 27 sierpnia 1545 w Krakowie) – arcybiskup gnieźnieński i prymas Polski.

## Życiorys
Był prawdopodobnie starszym bratem Jana Gamrata, jednak rodzina Gamratów nigdy do pokrewieństwa z nim się nie przyznała.
Studiował w Krakowie i Rzymie, proboszcz w Wyszkowie (1509), scholastyk płocki (1519), kanonik gnieźnieński (1526), dziekan płocki (1528), scholastyk warszawski (1529), prepozyt w Krakowie (u św. Floriana) i Płocku (u św. Michała).
29 stycznia 1531 mianowany biskupem kamienieckim, nie objął faktycznie urzędu. 27 października 1535 przeniesiony do Przemyśla, gdzie również nie rezydował. 17 sierpnia 1537 przeniesiony do Płocka, ingres odbył 8 lutego 1538. Już w lipcu 1538 mianowany biskupem krakowskim, a w styczniu 1541 arcybiskupem gnieźnieńskim i prymasem Polski, jednocześnie otrzymując przywilej zachowania diecezji krakowskiej. Połączył tym samym w swojej osobie dwie najważniejsze diecezje w Polsce. Godności te zawdzięczał głównie królowej Bonie, z którą blisko współpracował. Wykazał wielką aktywność w walce z reformacją. Przyczynił się do rozwoju kaznodziejstwa. Zreformował administrację dóbr kościelnych oraz szkolnictwo kościelne.
Niezależnie od aktywności w diecezji i w życiu politycznym prowadził świecki tryb życia. Prowadząc rozrzutny i rozpustny tryb życia, był niepopularny wśród wielu współczesnych. W latach 1540–1545 jego sekretarzem był Marcin Kromer.
Był mecenasem artystów i uczonych, kolekcjonerem i bibliofilem. Zaliczał się do elity umysłowej Krakowa.
Pochowany w kaplicy pod wezwaniem św. Katarzyny na Wawelu.